# Parafia św. Antoniego z Padwy w Siekierczynie
Parafia św. Antoniego z Padwy w Siekierczynie – parafia rzymskokatolicka w dekanacie Lubań w diecezji legnickiej. Kościół parafialny mieści się pod numerem 208 w Siekierczynie.

## Historia
Pierwsza wzmianka o kościele i parafii w Geibsdorfie (Siekierczynie) pochodzi z 1346 roku i została zawarta w Matrykule biskupstwa miśnieńskiego. W 1525 parafię przejmują luteranie. 16 września 1945 roku pastor Hans Saalfeld przekazuje parafię i kościół Administracji Apostolskiej Dolnego Śląska i zostaje erygowana polska, katolicka parafia pw. św. Antoniego z Padwy.

## Proboszczowie
- ks. Dariusz Siuta (administrator od 2017– )[2]